# Choe In-seon
Choe In-seon (최인선?; 16 settembre 1950) è un allenatore di pallacanestro sudcoreano.

## Carriera
Ha guidato la Corea del Sud ai Giochi olimpici di Atlanta 1996. In carriera ha inoltre allenato anche i Busan Kia Enterprise e i Cheongju SK Knights.